# Museo nazionale di storia della Romania
Il museo nazionale di storia della Romania (in romeno Muzeul Național de Istorie a României) è un'istituzione situata a Bucarest, la capitale della Romania, lungo la Calea Victoriei.
Il museo si trova all'interno dell'ex palazzo dei servizi postali. Copre una superficie di oltre 8.000 metri quadrati, e contiene 60 sale espositive. Il museo mostra permanentemente un calco in gesso della Colonna Traiana, i Gioielli della Corona rumena e il Tesoro di Pietroasele.

## Storia
L'edificio fu autorizzato nel 1892, e l'architetto Alexandru Săvulescu fu inviato con l'ispettore postale Ernest Sturza, a visitare varie strutture postali d'Europa per la progettazione. Gli schizzi finali sono stati influenzati principalmente dalla struttura postale di Ginevra. Costruito in uno stile eclettico, il museo è rettangolare, e comprende con un grande portico su un seminterrato alto e tre piani superiori. La facciata in pietra presenta un portico sostenuto da 10 colonne doriche e una piattaforma costituita da 12 gradini che si estendono per tutta la lunghezza dell'edificio. Ci sono molti dettagli decorativi scultorei allegorici.